# Anthelephila congoanus
Anthelephila congoanus là một loài bọ cánh cứng trong họ Anthicidae. Loài này được Uhmann miêu tả khoa học năm 1981.